# Chris Bailey (Radsportler)
Christopher „Chris“ Bailey (* 13. November 1967 in Louisville (Kentucky)) ist ein ehemaliger US-amerikanischer Radrennfahrer.

## Sportliche Laufbahn
An der Internationalen Friedensfahrt nahm er 1987 teil. Er beendete das Etappenrennen als 69. des Gesamtklassements.
1987 gewann er eine Etappe der Vulcan Tour. 1989 war er Teilnehmer der UCI-Straßen-Weltmeisterschaften. Beim Sieg von Greg Lemond schied er aus dem Rennen aus.
Von 1988 bis 1990 war er Berufsfahrer in Radsportteams in den USA sowie in Belgien beim Team AD Renting.